# تيودورو ماوري
تيودورو ماوري (بالإسبانية: Teodoro Mauri) (14 يونيو 1903 ببرشلونة في إسبانيا - 4 يوليو 1960 ببرشلونة في إسبانيا) هو مدرب كرة قدم ولاعب كرة قدم إسباني في مركز الهجوم. شارك مع منتخب كاتالونيا لكرة القدم. أما مع النوادي، فقد لعب مع إسبانيول ونادي كاستييون و وFC Vilafranca ‏ ونادي أوروبا (إسبانيا) وCE Júpiter ‏.